# Damien Manivel
Damien Manivel (Brest, 1981) és un director de cinema francés.

## Biografia
Damien Manivel va començar a exercir com ballarí contemporani, fins que el 2006 va entrar a Le Fresnoy (National Studio for Contemporary Arts, promoció Nam June Paik) per estudiar cinema. Va dirigir diversos curtmetratges pels quals va rebre el premi Jean Vigo, i el gran premi de la Setmana de la Crítica de Cannes. A Young Poet, el seu primer llargmetratge, entra a competició a Locarno, on obté la menció especial del jurat. El 2016, Le Parc és seleccionat a Cannes (ACID), i guanya el Gran Premi als Entrevues Belfort. Finalment, el seu tercer llargmetratge Takara, rodat al Japó, es va estrenar a la competició Orizzonti al Festival de Cinema de Venècia de 2017.
Va guanyar el Leopard a la millor direcció al Festival Internacional de Cinema de Locarno 2019 per Les Enfants d'Isadora.

## Filmografia
Curtmetratges
- 2007: Viril
- 2008: Sois sage, ô ma douleur
- 2011: La Dame au chien
- 2012: Un dimanche matin

Llargmetratges
- 2015: Un jeune poète
- 2016: Le Parc
- 2017: Takara - La Nuit où j'ai nagé (corealitzador : Kohei Igarashi)
- 2019: Les Enfants d'Isadora
- 2022: Magdala
- 2024 : L'Île